# Invictus (Iconoclast III)
Invictus (Iconoclast III) è il sesto album in studio del gruppo melodic death metal/metalcore tedesco Heaven Shall Burn ed è l'ultima parte della trilogia degli album Iconoclast, che segue Iconoclast (Part 1: The Final Resistance) (2008) e il CD/DVD live Bildersturm: Iconoclast II (The Visual Resistance) (2009).
È stato pubblicato in Germania, Austria e Svizzera il 21 maggio 2010; negli Stati Uniti l'8 giugno.
Le canzoni di apertura dell'album, Combat e The Omen, sono state rese disponibili dalla band sul loro profilo Myspace.

## Tracce
1. Intro - 1:10
2. The Omen - 3:38
3. Combat - 3:48
4. I Was I Am I Shall Be - 3:56
5. Buried In Forgotten Grounds - 5:33
6. Sevastopol - 4:04
7. The Lie You Bleed for - 4:41
8. Return to Sanity - 3:20
9. Against Bridge Burners - 3:29
10. Of Forsaken Poets - 4:32
11. Nowhere - 2:25 (cover dei Therapy) bonus track del CD/DVD
12. Given in Death - 5:12 ft. Sabine Weniger, cantante, e Sebastian Reichl, chitarrista, dei Deadlock
13. Outro - 1:46

L'edizione limitata comprende un braccialetto, un adesivo e DVD bonus contenente una speciale performance dal vivo a Vienna con il motto "Defending Sparta" (Difendendo Sparta). Ispirati dal film 300, la band ha scelto 300 fan, ha dato loro delle speciali t-shirt e li ha lasciati combattere con sottofondo la musica del gruppo.
DVD "Defending Sparta"
1. Intro
2. Frolorn Skies
3. Cunterweight
4. Voice Of The Voiceless
5. Endzeit
6. Buried In Forgotten Grounds
7. The Disease
8. Architects Of The Apocalypse
9. The Omen
10. Unleash Enlightment
11. Of No Avail
12. Black Tears
13. Behind a Wall of Silence

## Formazione
- Marcus Bischoff - voce
- Maik Weichert - chitarra
- Alexander Diez - chitarra
- Eric Bischoff - basso
- Matthias Voigt - batteria
- Sabine Weniger - voce  (in "Given In Death")
- Sebastian Reichl - chitarra (in "Given In Death")